# Золота малина (43-та церемонія вручення)
43 церемонія оголошення лауреатів премії «Золота малина» за сумнівні заслуги в галузі кінематографа за 2022 рік. Церемонія відбулась 11 березня 2023 року за день до вручення премії «Оскар». Номінантів було оголошено 23 січня 2023 року.

## Номінанти та лавреати
6 січня 2023 року було оголошено лонг-листи номінантів. Офіційний список було оголошено 23 січня.
| Категорії                       | Лавреати та номінанти                                                  |
| ------------------------------- | ---------------------------------------------------------------------- |
| Найгірший фільм                 | • «Білявка»                                                            |
| Найгірший фільм                 | «Доброго ранку»                                                        |
| Найгірший фільм                 | «Дочка короля»                                                         |
| Найгірший фільм                 | «Морбіус»                                                              |
| Найгірший фільм                 | «Піноккіо»                                                             |
| Найгірший режисер               | • Machine Gun Kelly та Mod Sun — «Доброго ранку»                       |
| Найгірший режисер               | Джадд Апатоу — «Бульбашка»                                             |
| Найгірший режисер               | Ендрю Домінік — «Білявка»                                              |
| Найгірший режисер               | Даніель Еспіноса «Морбіус»                                             |
| Найгірший режисер               | Роберт Земекис — «Піноккіо»                                            |
| Найгірший актор                 | • Джаред Лето — «Морбіус»                                              |
| Найгірший актор                 | Піт Девідсон (озвучка) — «Мармадюк»                                    |
| Найгірший актор                 | Сільвестр Сталлоне — «Самаритянин»                                     |
| Найгірший актор                 | Том Генкс — «Піноккіо»                                                 |
| Найгірший актор                 | Machine Gun Kelly — «Доброго ранку»                                    |
| Найгірша акторка                | • «Золота малина» за номінацію Раян Кіри Армстронг у цій категорії     |
| Найгірша акторка                | Раян Кіра Армстронг — «Палійка»                                        |
| Найгірша акторка                | Даян Кітон — «Мак і Рита»                                              |
| Найгірша акторка                | Алісія Сільверстоун — «Рекуїн»                                         |
| Найгірша акторка                | Кая Скоделаріо — «Дочка короля»                                        |
| Найгірша акторка                | • Брайс Даллас Говард — «Світ Юрського періоду 3: Домініон»            |
| Найгірший актор другого плану   | • Том Генкс — «Елвіс»                                                  |
| Найгірший актор другого плану   | Піт Девідсон (камео) — «Доброго ранку»                                 |
| Найгірший актор другого плану   | Ксав'єр Семюель — «Білявка»                                            |
| Найгірший актор другого плану   | Еван Вільямс — «Білявка»                                               |
| Найгірший актор другого плану   | Mod Sun — «Доброго ранку»                                              |
| Найгірша акторка другого плану  | • Адріа Архона — «Морбіус»                                             |
| Найгірша акторка другого плану  | Лоррейн Бракко (озвучка) — «Піноккіо»                                  |
| Найгірша акторка другого плану  | Пенелопа Крус — «355»                                                  |
| Найгірша акторка другого плану  | Міра Сорвіно — «Ламборгіні»                                            |
| Найгірша акторка другого плану  | Фань Бінбін — «355» та «Дочка короля»                                  |
| Найгірша екранна пара           | • Том Генкс і його латексне обличчя (і смішний акцент), «Елвіс»        |
| Найгірша екранна пара           | Machine Gun Kelly & Mod Sun, «Доброго ранку»                           |
| Найгірша екранна пара           | Обидва реальні персонажі в сцені спальні в Білому домі, «Білявка»      |
| Найгірша екранна пара           | Ендрю Домінік і його проблеми з жінками, «Білявка»                     |
| Найгірша екранна пара           | Два сиквели «365 днів»                                                 |
| Найгірший сценарій              | • «Білявка»                                                            |
| Найгірший сценарій              | «Піноккіо»                                                             |
| Найгірший сценарій              | «Доброго ранку»                                                        |
| Найгірший сценарій              | «Світ Юрського періоду: Домініон»                                      |
| Найгірший сценарій              | «Морбіус»                                                              |
| Найгірший рімейк/ріп-офф/сиквел | • Піноккіо                                                             |
| Найгірший рімейк/ріп-офф/сиквел | «Білявка»                                                              |
| Найгірший рімейк/ріп-офф/сиквел | Обидва сиквели «365 днів» — «365 днів: Цей день» & «Наступні 365 днів» |
| Найгірший рімейк/ріп-офф/сиквел | «Палійка»                                                              |
| Найгірший рімейк/ріп-офф/сиквел | «Світ Юрського періоду: Домініон»                                      |

## Критика
Номінація дитини-актора Райана Кіри Армстронга в категорії «Найгірша актриса» за її роль у «Палійка» викликала негативну реакцію, зокрема з подальшою критикою того, що кар'єрі дітей-акторів у минулому було завдано шкоди через номінацію на «Золоту малину», наприклад, Гері  Коулман за фільм «На правильному шляху» (1981), Маколей Калкін за «Багатенького Річі» (1994) та Джейк Ллойд за «Зоряні війни: Прихована загроза» (1999). Інша дитина-актор Джуліан Хілліард, який грав у фільмах «ВандаВіжн» і «Доктор Стрендж у мультивсесвіті божевілля», підтримав Армстронг, написавши у твіттер: «Ця премія вже є підлою та безкласною, але номінувати дитину — це просто огидно та неправильно. Навіщо наражати її на цькування чи ще гірше? Будьте кращими».
Співзасновник малини Джон Дж. Б. Вілсон повідомив BuzzFeed News, що серед виборців групи Армстронг зайняла п'яте місце з п'яти доступних місць, і що, незважаючи на деякі побоювання через її вік (12 років на момент висування), організатори схвалили номінацію, на тій підставі, що Армстронг була професійною актрисою з попереднім досвідом. Вілсон припустив, що рівень критики, яку отримала номінація, був «надмірним», але також визнав у своїй заяві помилку та сказав, що ім’я Армстронг видалили з бюлетеня: «Намір полягав у тому, щоб бути смішним. У цьому конкретному випадку ми, здається, дуже помилилися. Я визнав би це». Вілсон приніс вибачення і оголосив, що організація більше не дозволяє висувати дітей в жодній з категорій.